# 拉文斯山脈
拉文斯山脈（英語：Ravens Mountains）是南極洲的山脈，位於奧次地，處於不列顛嶺，長22公里，最高點是海拔高度2,130米的多爾峰，現時由南極條約體系管理。